# Dobroseleț
Dobroseleț (în bulgară Доброселец) este un sat în Obștina Topolovgrad, Regiunea Haskovo, Bulgaria.

## Demografie
Componența etnică a satului Dobroseleț
     Romi (21,73%)
     Bulgari (74,63%)
     Nicio identificare (3,62%)
     Altele (0%)
La recensământul din 2011, populația satului Dobroseleț era de 138 locuitori. Din punct de vedere etnic, majoritatea locuitorilor (74,63%) erau bulgari, cu o minoritate de romi (21,73%). Pentru 3,62% din locuitori nu este cunoscută apartenența etnică.